# Orquestra Simfònica Alemanya de Berlín
L'Orquestra Simfònica Alemanya de Berlín (en alemany: Deutsches Symphonie-Orchester Berlin, abreujada com DSOB) és una agrupació orquestral alemanya amb seu a Berlín, Alemanya, que va ser fundada en 1946 per les forces d'ocupació nord-americanes de Berlín com l'orquestra simfònica de la Rundfunk im amerikanischen Sektor (RIAS). Tugan Sokhiev és el seu director musical des del 2012.

## Història
L'orquestra fou creada el 1946 per les forces d'ocupació nord-americanes de Berlín. La seva primera denominació va ser RIAS-Symphonie-Orchester, corresponent l'acrònim RIAS a Rundfunk im amerikanischen Sektor (Ràdio del Sector Nord-americà), per la qual cosa era coneguda també com la Amerikanischen Sektor Rundfunk Orchester en alemany i com American Sector Symphony Orchestra en anglès. En 1956 el seu nom tornà a canviar, ara com a: Radi-Symphonie-Orchester Berlin en alemany i com Berlin Radi Symphony Orchestra en anglès. En 1993 l'orquestra va prendre el seu nom actual. El primer director principal de l'orquestra va ser l'hongarès Ferenc Fricsay, que va mantenir una molt fructífera relació amb aquesta durant dècades.
Durant la temporada que va transcórrer entre la fi del mandat de Lorin Maazel i el començament del de Riccardo Chailly, l'orquestra no va tenir director principal. Entre els directors més cèlebres que van col·laborar amb l'orquestra al llarg d'aquest període, entre 1976 i 1982, van estar Erich Leinsdorf, Eugen Jochum, Gerd Albrecht, Gennady Rozhdestvensky i Neville Marriner.
El director alemany Ingo Metzmacher, contractat com a director principal des de 2007, va renunciar al seu lloc de forma anticipada el 2010 a causa de discrepàncies amb la direcció de l'orquestra, sobre reduccions de plantilla.
A partir de la temporada 2012 el director osset Tugan Sokhiev va assumir la direcció artística i musical, però també va anunciar la seva retirada anticipada del càrrec (a partir del final de la temporada 2015-2016), en aquest cas per incompatibilitat en la dedicació al seu altre lloc de director del Teatre Bolshói. L'orquestra va anunciar a l'octubre de 2015 que el següent director musical seria Robin Ticciati, amb un contracte inicial de 5 anys a partir de la temporada 2017-18.

## Directors
- Ferenc Fricsay (1948–1954)
- Ferenc Fricsay (1959–1963)
- Lorin Maazel (1964–1975)
- Riccardo Chailly (1982–1989)
- Vladimir Ashkenazy (1989–1999)
- Kent Nagano (2000–2006)
- Ingo Metzmacher (2007–2010)
- Tugan Sokhiev (2012–2016)
- Robin Ticciati (2017-present)